# Бриссон, Эжен Анри
Эжен Анри Бриссон (фр. Eugène Henri Brisson, обычно пользовался только первым именем; 31 июля 1835, Бурж, Франция — 14 апреля 1912, Париж, Франция) — французский государственный деятель, дважды возглавлял правительство, но оба раза меньше года (1885, 1898, второй раз в разгар борьбы вокруг дела Дрейфуса).

## Биография

### Начало карьеры
Родился в семье республиканца Луи-Адольфа Бриссона, апелляционного поверенного в Бурже.
В 1859 году окончил юридический факультет Парижского университета, во время обучения подружился с профессорами, которые были вынуждены уйти в отставку из-за отказа присягать империи. В 1856 году вступил в масонскую ложу и стал одним из наиболее активных ее участников. В 1859 году вместе с Фредериком Мореном и другими друзьями способствовал созданию «Progrès de Lyon», либеральной газеты, очень враждебной Империи.
С 1861 по 1865 год сотрудничал с «Phare de la Loire», опубликовав там многочисленные политические статьи, а также некоторые литературные обзоры. В 1864 году начал печататься в газете «Время», а в 1869 году — в «Национальном будущем». В 1868 году вместе с Шальмель-Лакуром и Аллен Тарже основал издание «Политическое обозрение», которое в том же году было запрещено. В феврале 1866 года он начинает публиковать в «Revue Nationale et Foreign» антипрусские статьи, поскольку был одним из немногих республиканцев, считавших эту страну угрозой для Франции, а не Австро-Венгерскую монархию.
После падения Второй империи 4 сентября 1870 года был назначен вице-мэром Парижа, но был уволен после Восстания 31 октября 1870 года. В феврале 1871 года был избран депутатом от департамента Сена в Национальное собрание, в котором в сентябре 1871 года внёс от имени крайне левых предложение о всеобщей амнистии для политических преступников. Также занимал антиклерикальную позицию и выступал за обязательное начальное школьное образование.
В качестве члена палаты депутатов Бриссон с 1876 года принадлежал к «Республиканского союза» и был лидером его парламентской фракции. В 1879 году был избран вторым вице-президентом палаты и председателем бюджетной комиссии, а в ноябре 1881 года — президентом палаты вместо Леона Гамбетты.

### Правительство 1885 года. Президент палаты депутатов
В 1885, 1887, 1894 и 1895 годах неудачно баллотировался в качестве кандидата на президентских выборах.
В 1885 году, после отставки Жюля Ферри, возглавил новое правительство и одновременно занял пост министра юстиции. Однако после того как палата только незначительным большинством утвердила его предложение о кредите в 79 миллионов франков для Тонкинской экспедиции, подал в отставку. 
С 1892 по 1893 год возглавлял парламентскую комиссию по расследованию Панамского скандала.
С 1894 по 1898 год — президентом Палаты депутатов Национального собрания. Летом 1898 года его заменил умеренный республиканец Поль Дешанель. 
В 1895 году баллотировался на пост президента Франции, получил 361 голос (против 480, поданных за победившего Феликса Фора).

### Правительство 1898 года
После падения правительства Жюля Мелена, осенью 1898 года президент Феликс Фор предложил Бриссону сформировать новый кабинет, в котором он одновременно занял должность министра внутренних дел. В кабинет в основном вошли радикалы, некоторые из них склонялись к национализму, а также умеренные республиканцы. Правительство обязалось провести налоговую реформу и организовать страхование рабочих от несчастных случаев. Ни того, ни другого оно не успело сделать; время его управления было занято борьбой вокруг дела Дрейфуса.
Сам Бриссон, сначала, по-видимому, не имел определённого взгляда на это дело; члены его кабинета делились на дрейфусаров (Буржуа) и антидрейфусаров (Кавеньяк, Локруа). Арест полковника Анри, сознававшегося в том, что он сфабриковал письмо Шварцкоппена, которое для военного министра Кавеньяка являлось главным доказательством виновности Дрейфуса, привел к отставке Кавеньяка и его замене генералом Цурлинденом. С этого момента правительство и сам Бриссон становятся решительными сторонниками кассации приговора Дрейфусу и пересмотра дела. Цурлинден, однако, затягивал вопрос, что привело к его отставке 17 сентября, новым военным министром был назначен генерал Шарль Шануан. Однако и он занял позицию своих предшественников и 25 октября подал в отставку. Это привело к падению кабинета.
В качестве лидера радикалов, поддерживал последующих премьер-министров Пьера Вальдека-Руссо и Эмиля Комба, в частности, в их законопроектах о религиозном порядке и отделении церкви от государства.
В 1904 году был вновь избран президентом Палаты депутатов. В 1905 году на этот пост вместо него был утвержден Поль Думер.
В начале июня 1906 года он был избран в четвертый раз избран на пост председателя Палаты депутатов, который занимал до конца своей жизни.

## Память
В мае 1883 года в присутствии Жюля Ферри он открыл в Вьерзоне первую национальную профессиональную школу. В впоследствии ей было присвоено имя Анри-Бриссона. С 1928 года в 18-м округе Парижа расположена улица Анри-Бриссона.